# Antiblemma pobra
Antiblemma pobra är en fjärilsart som beskrevs av Paul Dognin 1897. Antiblemma pobra ingår i släktet Antiblemma och familjen nattflyn. Inga underarter finns listade i Catalogue of Life.